# Elisabeth Geertruida Wassenbergh

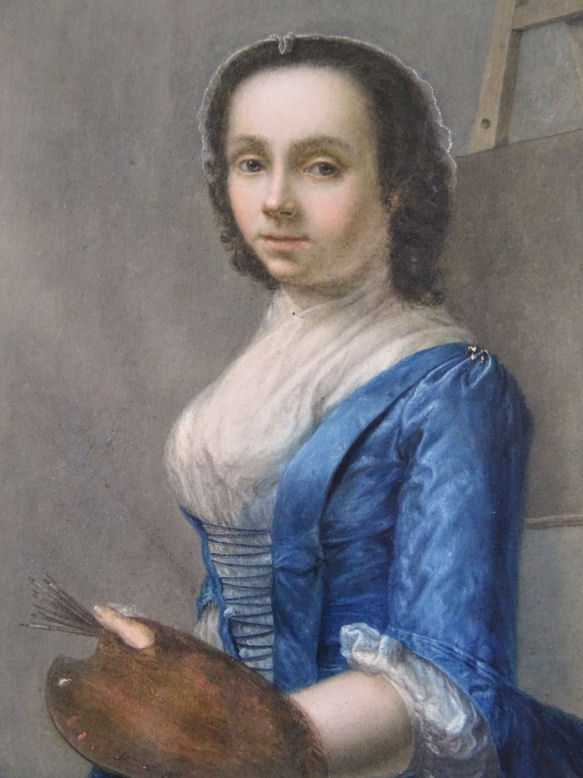
Elisabeth Geertruida Wassenbergh, Selbstporträt

Elisabeth Geertruida Wassenbergh (* 29. Mai 1729 in Groningen; † 1781 ebenda) war eine niederländische Genremalerin.

## Leben und Werk
Wassenbergh wurde als jüngstes von sieben Kindern von Johanna van Oijen und Jan Abel Wassenbergh (1689–1750) geboren, der Groningens bekanntester Porträtmaler sowie Kunsthändler war. Zusammen mit ihrem Bruder Jan wurde Elisabeth vom Vater in Malerei unterrichtet.
Sie malte Genrebilder in Miniatur und Öl, die „sehr schön und geistreich behandelt“, von denen aber nur wenige erhalten seien. Sie malte Gruppen und häusliche Szenen, in denen sie oft ihre Familienmitglieder porträtierte, aber auch Einzelporträts ihrer Familienmitglieder. Sie malte im Stil von Gabriel Metsu und Jan Verkolje, nach der Geschiedenis der vaderlandsche schilderkunst von Anfang des 19. Jahrhunderts malte sie im Stil der so genannten „Leidener Feinmalerschule“ (Leiden Fijnschilders), wobei sie im Einzelnen sogar Gerard Dou übertroffen habe.
Am 2. August 1778 heiratete sie in Groningen den Rechtsanwalt und Ratsherrn Jan Tiddo Fockens (1725–1800). Während ihrer Ehe malte sie nicht mehr und starb knapp vier Jahre später in ihrer Heimatstadt. Sie besaß eine gebundene Ausgabe der Ikonografien des Anthonis van Dyck, die 1862 von Dr. W. B. S. Boeles in Leeuwarden angekauft wurde. Das Werk trägt den Rückentitel Van Dyck Theatrum und enthält zahlreiche Porträts.
Ihre Werke gerieten nach ihrem Tod weitestgehend in Vergessenheit, wurden verkauft oder waren nicht mehr zuzuschreiben. Erst in der zweiten Hälfte des 20. Jahrhunderts verstärkte sich wieder das Interesse an ihr, und 2006/2007 war sie in einer Ausstellung über Das Silberne Zeitalter in Groningen vertreten.

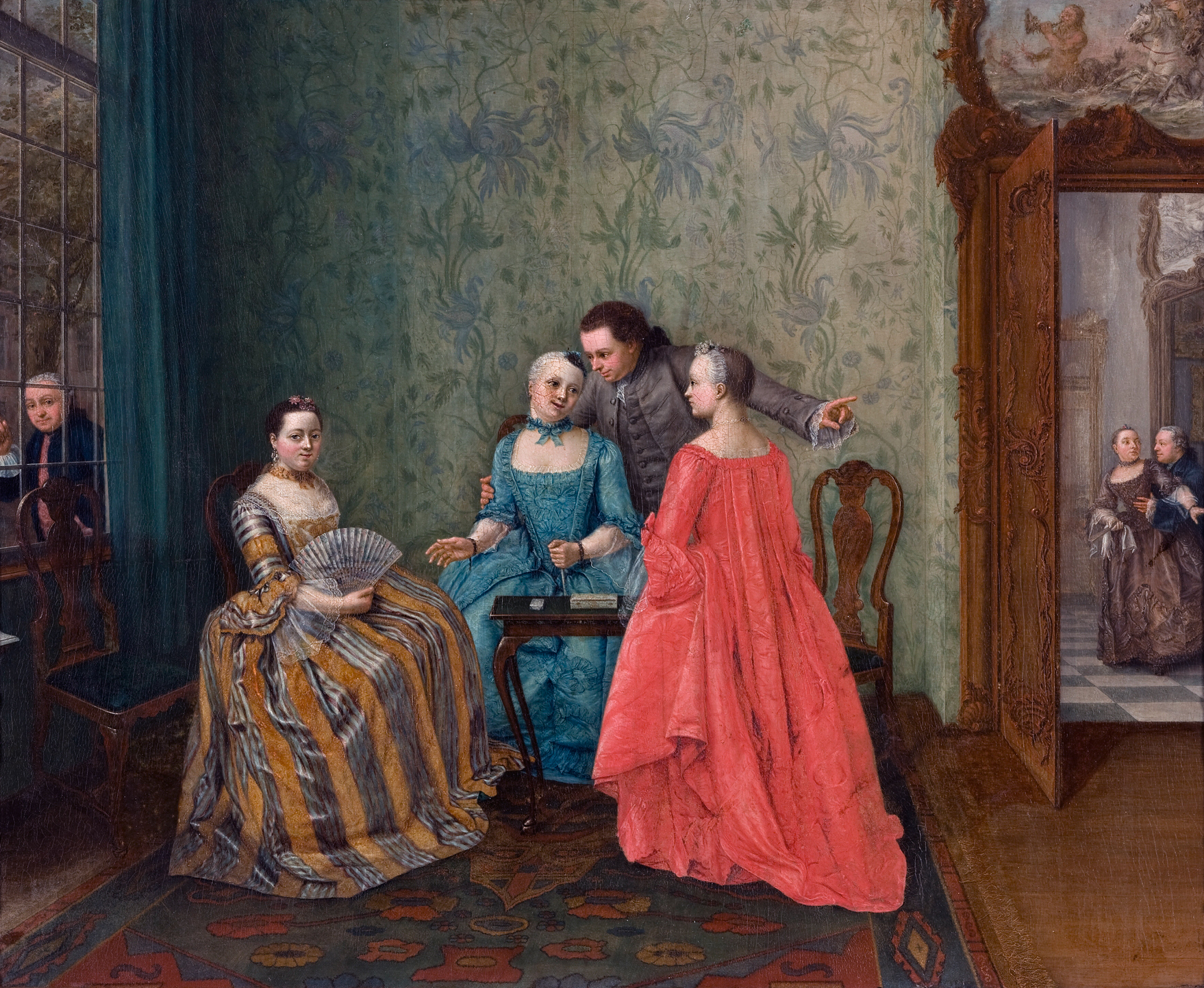
Elegante Gesellschaft
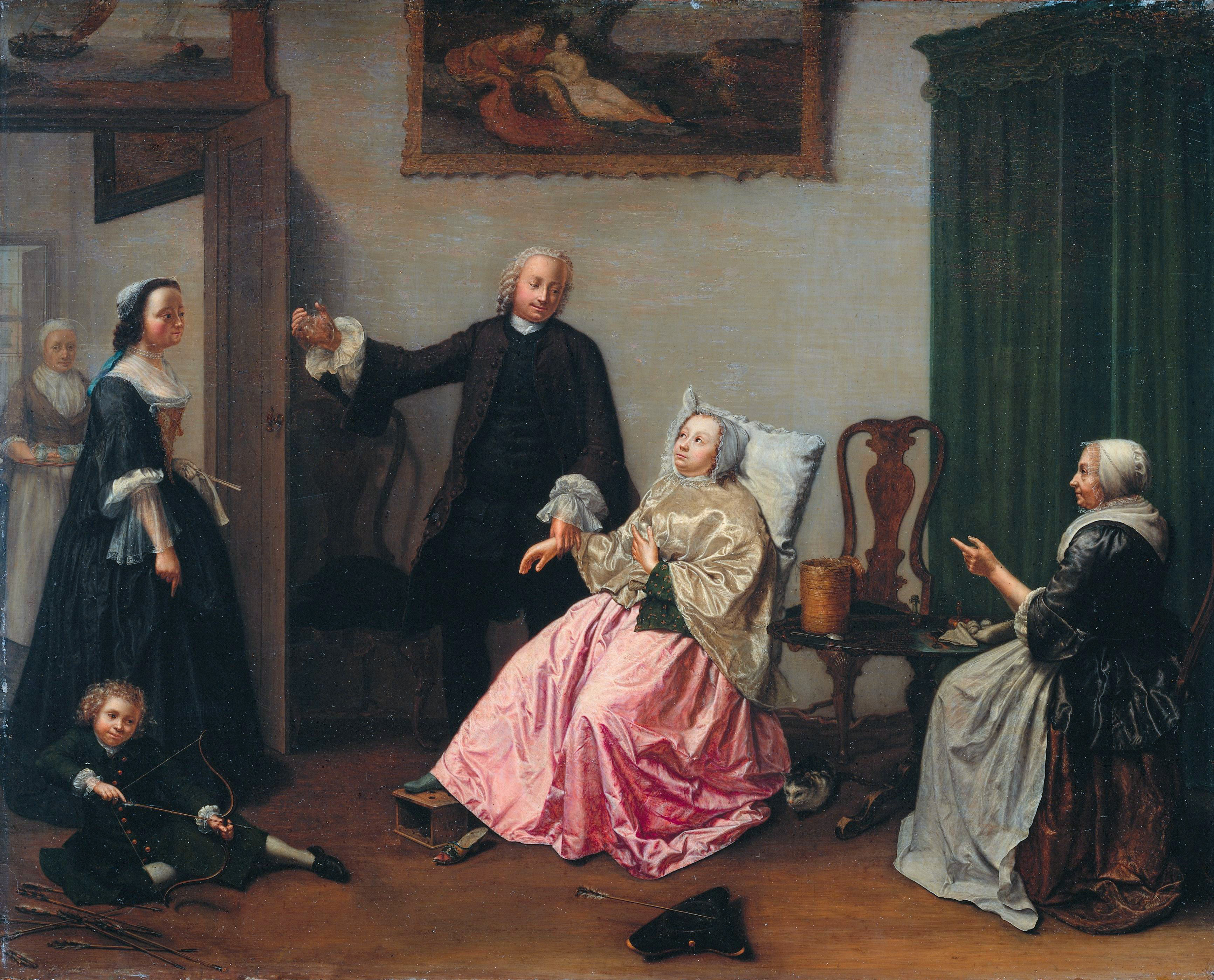
Besuch des Doktors

## Werke in öffentlichen Sammlungen
- Het doktersbezoek (Besuch des Doktors); Öl auf Leinwand, Rijksmuseum Amsterdam, Inv.-Nr. SK-A-3740[8]
- (diverse) Groninger Museum[9]